# Усть-Порозиха
Усть-Порозиха — село в Шипуновском районе Алтайского края России. Административный центр Войковского сельсовета.

## География
Село находится в центральной части Алтайского края, в пределах степной зоны Предалтайской равнины, на левом берегу реки Порозихи, на восточном берегу озера Кривого, на расстоянии примерно 38 километров (по прямой) к востоку-юго-востоку (ESE) от села Шипуново, административного центра района. Абсолютная высота — 170 метров над уровнем моря.
Климат характеризуется как континентальный. Средние показатели температуры воздуха в зимний период находятся в диапазоне между −15 и −10 °C, летом — в диапазоне между 15 и 20 °C. Количество осадков, выпадающих зимой, в среднем составляет 187 мм, летом — 273 мм.

## История
Основана в 1737 году. По данным 1926 года имелось 163 хозяйства и проживало 806 человек (в основном — русские). Действовали школа I ступени и лавка общества потребителей. В административном отношении село являлось центром сельсовета Чарышского района Рубцовского округа Сибирского края.

## Население
| 1926 | 1997 | 1998 | 1999 | 2000 | 2001 | 2002 |
| ---- | ---- | ---- | ---- | ---- | ---- | ---- |
| 806  | ↘637 | ↘622 | ↘562 | ↘545 | ↗550 | ↘535 |
| 2003 | 2004 | 2005 | 2006 | 2007 | 2008 | 2009 |
| ↘526 | ↗533 | ↘507 | ↘499 | ↘490 | ↘485 | ↘469 |
| 2010 | 2011 | 2012 | 2013 |      |      |      |
| ↗477 | ↘476 | ↘473 | ↘460 |      |      |      |

Согласно результатам переписи 2002 года, в национальной структуре населения русские составляли 97 %.

## Инфраструктура
В селе функционируют средняя общеобразовательная школа, детский сад, дом культуры, библиотека и фельдшерско-акушерский пункт.

## Улицы
Уличная сеть села состоит из шести улиц.